# 萬錦廣場
萬錦廣場（英語：First Markham Place）是一個位於加拿大安大略省約克區萬錦市的商場，於1998年開幕，坐落活拜路（Woodbine Avenue）和華登路（Warden Avenue）之間的一段7號公路東。該處地域為大多倫多地區的主要華人聚居地之一，商場客源因此以華人為主（早年尤以港人為甚），但亦有東亞裔和少量其他族裔居民光顧。此外，由於萬錦廣場為萬錦市主要地標之一，並廣為當地華人所認識，不少華人旅行社巴士團皆在此處設站，方便在該帶居住的團友集散。
商場分為主要戶內建築和外圍單層建築兩個部份。戶內建築包含約170間商店以及美食廣場的24間食店，而外圍單層建築則由二十多間食肆組成，大門均對外開放並面向停車場。

## 外部連結
- 维基共享资源上的相關多媒體資源：萬錦廣場
- 萬錦廣場官方網站 （页面存档备份，存于）
- 萬錦廣場簡介 （页面存档备份，存于）